# The New York Jazz Repertory Company
The New York Jazz Repertory Company was een Amerikaanse jazzbigband, geformeerd in 1974 door George Wein.

## Geschiedenis
Wein formeerde de band om te spelen op het Newport Jazz Festival, dat ze meerdere jaren deden. De band had een wisselende bezetting en had meerdere dirigenten. George Russell was voor een poos de leider en de band vertolkte enkele van Russells composities tijdens diens ambtsperiode. Gil Evans leidde de band ook voor uitvoeringen van zijn eigen muziek, naast het organiseren van een tribute voor Jimi Hendrix. Paul Jeffrey was de orkestleider toen deze werd gelinkt met Thelonious Monk. Dick Hyman organiseerde tributes voor Louis Armstrong, Duke Ellington en Jelly Roll Morton en was de leider tijdens de tournee van de band in de Sovjet-Unie in 1975 en Frankrijk in 1977. Ook Sy Oliver en Budd Johnson leidden swing-tributes. In 1980 speelde de band in het Witte Huis met Lou Stein als dirigent.

## Discografie
- 1975: Satchmo Remembered - The Music of Louis Armstrong at Carnegie Hall (Atlantic Records)